# Aphaniosoma aurisetulosum
Aphaniosoma aurisetulosum är en tvåvingeart som beskrevs av Ebejer 2007. Aphaniosoma aurisetulosum ingår i släktet Aphaniosoma och familjen gulflugor.
Artens utbredningsområde är Mongoliet. Inga underarter finns listade i Catalogue of Life.